# Keleti kékfutrinka
A keleti kékfutrinka (Carabus violaceus) egész Eurázsiában előforduló, a futóbogarak családjába tartozó, ragadozó bogárfaj.

## Külső megjelenése

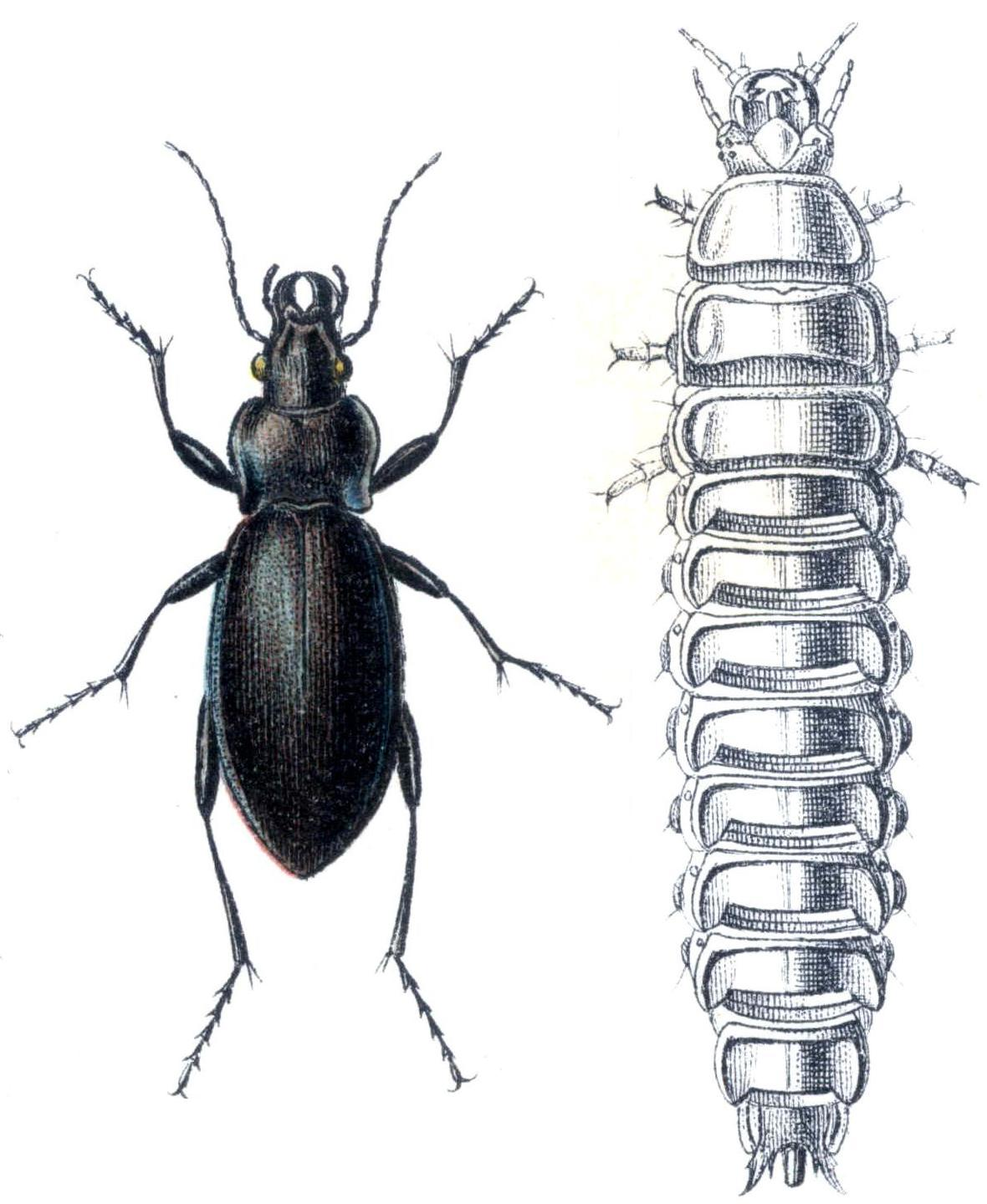
Imágó és lárva

A keleti kékfutrinka hossza 20–35 mm. Lábai vékonyak és hosszúak (8–12 mm), elősegítve a bogár gyors mozgását. Színe fényes fekete, a tor és a szárnyfedők szélén kékes vagy lilás színnel irizáló sáv húzódik. A végbél melletti bűzmirigyek vajsavtartalmú produktumával veszély esetén képes védekezni. Fekete színű csápjai 7–11 mm hosszúak. A felnőtt egyedek röpképtelenek.

## Elterjedése és életmódja
Egész Európában gyakori, a Pireneusoktól a sarkkörig. Kelet felé egészen Japánig megtalálható, Magyarországon az egyik leggyakoribb nagyfutrinka. Erdőkben, ligetekben, kertekben mindenütt előfordul. Lárvája is ragadozó, a talajban él, míg három vedlés után ősz végén el nem éri a 25–33 mm méretet. Októberben bebábozódik, az imágó a következő év márciusában kel ki. Éjjeli életmódot folytat, nappal a kövek, fatörzsek, avar alatt rejtőzik. Meztelen csigákkal, gilisztákkal, hernyókkal táplálkozik; a csigák védekező nyálkatermelését képes egy kábító ütéssel leállítani.
Nagy elterjedési területe miatt sok alfajra vált szét, mintegy húsz ismert:
- Carabus violaceus andrzejuscii Fischer, 1823.
- Carabus violaceus aurichalceus Kraatz, 1879.
- Carabus violaceus aurolimbatus Dejean, 1829.
- Carabus violaceus azurescens Dejean, 1826.
- Carabus violaceus baeterrensis Lapouge, 1901.
- Carabus violaceus dryas Gistl, 1857.
- Carabus violaceus exasperatus Duftschmid, 1812.
- Carabus violaceus fiorii Born, 1901.
- Carabus violaceus fulgens Charpentier, 1825.
- Carabus violaceus germarii Sturm, 1815.
- Carabus violaceus mixtus Géhin, 1876, nec Herbst, 1784.
- Carabus violaceus neesi Hoppe & Hornschuch, 1825.
- Carabus violaceus obliquus Thomson, 1875.
- Carabus violaceus picenus A. & J.B. Villa, 1838.
- Carabus violaceus purpurascens Fabricius, 1787.
- Carabus violaceus rilvensis Kolbe, 1887.
- Carabus violaceus salisburgensis Kraatz, 1879.
- Carabus violaceus violaceus Linnaeus, 1758.
- Carabus violaceus vlasuljensis Apfelbeck, 1894.
- Carabus violaceus wolffii Dejean, 1826.